# Fashion Rocks
Fashion Rocks era um evento anual internacional de caridade para arrecadar fundos que mostra a moda de designers de todo o mundo que são apresentadas em apresentações ao vivo por artistas pop.
Em 2009, o primeiro evento da América Latina aconteceu no Rio de Janeiro, no Brasil, apresentando designers como Riccardo Tisci, Lenny Niemeyer, Calvin Klein, Lino Villaventura, André Lima, Marc Jacobs, Alexandre Herchcovitch and Donatella Versace. O evento foi apresentado pela modelo Fernanda Lima e pelo rapper Diddy. Convidados musicais tocando no evento incluíam Mariah Carey, Wanessa, Ja Rule, Diddy-Dirty Money, Daniela Mercury, Grace Jones, Estelle, Ciara e Stop Play Moon. Aquela edição teve o nome fantasia de Oi Fashion Rocks, devido ao patrocínio da empresa Oi.